# Her Weakling Brother
Her Weakling Brother è un cortometraggio muto del 1915 diretto da John Ince e prodotto dalla Lubin.

## Produzione
Il film fu prodotto dalla Lubin Manufacturing Company.

## Distribuzione
Distribuito dalla General Film Company, il film - un cortometraggio in due bobine - uscì nelle sale USA il 20 gennaio 1915.